# جاكوب كوغينز
جاكوب كوغينز (بالإنجليزية: Jacob Coggins)‏ هو مدرب كرة قدم ولاعب كرة قدم أمريكي، ولد في 28 نوفمبر 1978 في تشارلوت في الولايات المتحدة. لعب مع نادي شمال كارولاينا.